# Eternity (2025)
Eternity è una commedia romantica fantasy in uscita nel 2025, diretta da David Freyne e scritta da Pat Cunnane, con Miles Teller, Elizabeth Olsen, Callum Turner, John Early e Da'Vine Joy Randolph.

## Trama
Dopo la morte, ognuno ha una settimana per scegliere dove trascorrere l'eternità. Per Joan, Larry e Luke, l'importante è decidere con chi trascorrerla. Joan deve scegliere tra il suo primo amore, morto in guerra, o l'uomo con cui ha trascorso la sua vita.

## Produzione
Pat Cunnane, figlio della deputata Madeline Dean, dopo aver scritto la sceneggiatura per Eternity, è stato inserito su The Black List tra le migliori sceneggiature non prodotte nel 2022. Nel marzo 2024, David Freyne è stato assunto per dirigere il film per A24 con Elizabeth Olsen, Miles Teller e Callum Turner. A fine maggio, Da'Vine Joy Randolph entra a far parte del cast. A giugno, John Early e Olga Merediz entrano a far parte del cast. David Fleming compose la partitura.

## Distribuzione
La premiere di Eternity è programmata per il settembre 2025, al Toronto International Film Festival. Il film sarà distribuito nelle sale negli Stati Uniti a partire da novembre 2025.